# جاکارتای غربی
جاکارتای غربی (به لاتین: West Jakarta) یک منطقهٔ مسکونی در اندونزی است که در جاکارتا واقع شده است. جاکارتای غربی ۱۲۴٫۴۴ کیلومتر مربع مساحت و ۲٬۵۸۹٬۹۳۳ نفر جمعیت دارد.